# Matthew Barney
Matthew Barney (San Francisco, 25 marzo 1967) è un performance artist, regista e scultore statunitense.
Si esprime attraverso opere multimediali, installazioni, scultura, fotografia e disegno. Tra il 1994 e il 2002 creò il ciclo di film The Cremaster, una serie di cinque lungometraggi e una serie di sculture, fotografie, disegni e libri dell’artista, dedicati ai miti e a modelli della cultura americana, che gli ha valso il premio Europa 2000 alla 45ª Biennale di Venezia nel 1993 e lo Hugo Boss Prize indetto dal Museo Guggenheim nel 1996. È stato dichiarato da Michael Kimmelman del New York Times l'artista americano più influente della nostra generazione.

## Biografia

### Adolescenza
Matthew Barney, figlio di Robert e Marsha Gibney, è nato a San Francisco, in California, il 25 marzo 1967. Nel 1973 è nata la sorella Tracy, dopodiché la famiglia si è trasferita a Boise in Idaho per esigenze lavorative del padre.
A pochi anni (1979) dal trasferimento, la madre lasciò la famiglia, divorziando dal padre per trasferirsi a New York. Matthew e la sorella furono affidati al padre, che si occupava della mensa dell'Università Statale di Boise, ma rimasero in contatto con la madre, trascorrendo le estati con lei a New York. Fu proprio in questa città che Barney si introdusse per la prima volta nella scena artistica.
Nella città di Boise la comunità anglofona è in netta minoranza rispetto a quella basca o irlandese (la famiglia Barney è discendente di emigranti irlandesi). La comunità della Chiesa di Gesù Cristo dei santi degli ultimi giorni, ben radicata, determina e scandisce la cultura della capitale dell'Idaho. Nelle opere di Barney, sia il legame con la terra degli Gnomi, sia la contaminazione con i credenti del libro di Mormon, influiranno grandiosamente con il ciclo Cremaster.
Durante l'adolescenza si impegna nello sport, giocando nel ruolo di quarterback nella squadra di football della scuola e diventandone capitano. Da questa esperienza ha avuto l'opportunità di poter scoprire i limiti e gli sforzi muscolari del proprio corpo; tutte scoperte mostrate utili per la progettazione dell'opera "Drawing Restraint".
Si diplomerà nel 1985 nella Capital High School di Boise. Nell'estate di quell'anno cerca lavoro per iscriversi nella prestigiosa università di Yale in Connecticut, alla facoltà di Medicina, intraprendendo la carriera di fotomodello presso la Click Modeling Agency. Farà servizi fotografici per Ralph Lauren e J. Crew, ma anche per Postalmarket che all'epoca godeva d'una vastissima clientela. Si iscrive quindi alla facoltà di Medicina di Yale, ma dopo due semestri inizia a seguire i corsi del dipartimento di Arte per dedicarsi alle Arti Visive.
Nel 1989 conclude i suoi studi con una tesi, dal titolo “Field Dressing” (Superficie Fasciata), costituita da un video realizzato in due stanze del Payne Whitney Gymnasium di Yale.

### Carriera
Dopo la laurea parte alla volta di New York. A differenza di molti artisti esordienti, riesce ad ammaliare subito i galleristi di Brooklyn. Prende casa assieme al suo amico collega Michael Rees conosciuto a Yale.
Nel 1990 espone la sua tesi “Field dressing” nella mostra collettiva all'Althea Viafora gallery di New York. Viene notato dalla gallerista della Petersburg Gallery: Clarissa Dalrymple, che propone a Barney una personale. Due giorni prima dell'apertura della mostra, la galleria newyorkese però chiude i battenti e Barney è costretto a fare fagotto delle sue opere. In quei giorni, nella ormai ex galleria d'arte, Matthew Barney conosce Mary Farley, anche lei giovane artista, che diventerà sua moglie.
Fu grazie alla Gladstone Gallery di New York che, nel 1991, riuscì ad esporre le sue opere nel territorio degli Stati Uniti d'America. La gallerista Barbara Gladstone puntò tutto su Barney a tal punto da trasformarsi quasi in una produttrice cinematografica, dimostrando una grande capacità imprenditoriale riuscendo a cogliere con largo anticipo i mutamenti in senso industriale dell'arte. Un'intuizione azzeccata visto che i suoi film sono ritenuti un momento nevralgico nel panorama più recente dell'arte contemporanea. L'arte di Barney è incentrata sul corpo umano che muta col tempo. In Barbara Gladstone riuscì a trovare la produttrice dei suoi più grandi video Cremaster Cycle e i vari Drawing Restraint. Quest'ultima serie esplora il corpo maschile sotto sforzo fisico per generare uno strato ipertrofico.
Nel 1992 partecipò a Documenta IX a Kassel, in Germania, in cui espose OTTOshaft, un'opera composta da una varietà di materiali organici, cibo e oggetti di plastica.
Nel 1993 partecipò alla Whitney Biennial e alla Biennale di Venezia che vince come miglior videoartista esordiente. Nello stesso anno vince il prestigioso Europa 2000 prize.
Nel 1994 inizia la sua colossale produzione dei Cremaster. Il "Cremaster Cycle", composto da cinque lungometraggi, usciti non rispettando la progressione numerica ma seguendo questo ordine: Cremaster 4 (1994), Cremaster 1 (1995), Cremaster 5 (1997), Cremaster 2 (1999), Cremaster 3 (2002). La scelta della sequenza 4-1-5-2-3 non è affatto casuale; Barney pone al centro della sequenza il numero 5, risultato della somma delle coppie numeriche alla sua destra e alla sua sinistra (4+1=5, 3+2=5), corrispondente anche alla classica divisione in cinque atti delle antiche tragedie greche. I film esplorano i processi di creazione. In ogni film Barney si presenta in ruoli diversi, come nelle vesti di un satiro, di un mago, un ariete e si presenta anche nei panni dell'illusionista Harry Houdini o del killer Gary Gilmore. Usa immagini sfarzose, addirittura barocche, per esprimere una personalissima meditazione sulla realtà dell'individuo che si muove all'interno di una società in cui il concetto di identità appare ambiguo e in continuo mutamento.. L’opera si collega ai miti e ai modelli della cultura americana a cui si aggiungono riferimenti culturali di diverso tipo, dalla mitologia greca alla massoneria, dalle cerimonie shintoiste alla mitologia nordica, contesti all’interno dei quali il corpo dell’artista si evolve. In quest’opera, come in tutta la poetica di Barney, il corpo è inteso come “materia grezza” che rappresenta la tappa iniziale del processo di creazione dell’individuo, che progressivamente prenderà forma. Terminata la serie, tra il 2002 e il 2003 l’intera saga viene presentata presso notissimi musei come il Museum Ludwig a Colonia, il Musee d'Art Moderne de la Ville de Paris e il Solomon R. Guggenheim Museum di New York.. Il 2005 è l'anno di uscita del suo film "Drawing Restraint 9". Barney e la moglie, Bjork, la quale ha co-scritto ed eseguito la maggior parte della musica, compaiono nelle vesti di visitatori di una nave baleniera giapponese, la Nisshin Maru. Il film segue il viaggio della nave dal porto in Giappone all'Oceano Antartico, sviluppando temi complessi che ruotano attorno alla caccia alle balene, alla cerimonia del tè giapponese, allo shintoismo, al petrolio e all'ambra. Nel 2008 decide di filmare in Drawing Restraint 15 un suo viaggio fatto a bordo di un transatlantico e in questa circostanza decide di cospargere sia corpi che immagini col sangue dei pesci.
Matthew Barney è considerato uno dei personaggi più visionari del panorama artistico contemporaneo. Le sue opere hanno come oggetto il corpo dell’artista stesso, visto come una macchina nella sua totalità, è l’elemento da cui tutto parte ed è in costante evoluzione e sottoposto a sforzi sia fisici che psicologici che lo modellano. La prima fase della sua produzione artistica è composta principalmente da performance documentate attraverso video e fotografie, ma anche da disegni, sculture, collage e appunti, andando sempre più ad arricchirsi utilizzando il corpo come strumento di conoscenza universale.

### Vita privata
Nell'agosto del 2001 in una occasione mondana incontra la pop star islandese Björk. Pochi giorni dopo Mary Farley riceve il plico con le pratiche di divorzio. Barney trova in Björk una compagna onnipresente nonostante anche lei abbia impegni planetari.
Il 3 ottobre del 2002 Björk dà alla luce una bambina chiamata con il nome che deriva dall'affermazione fatta dall'artista al momento della sua nascita: “She is adorable!”. La bimba si chiama Isadora.
Matthew Barney ora vive tra New York e Reykjavík. Nella città americana ha il suo studio nella 13th Street in Manhattan's Meatpacking District.
Nel 2013 Matthew Barney e Björk hanno divorziato. Proprio a cavallo della rottura con il marito l'artista islandese ha pubblicato l'album dal titolo Vulnicura, un disco completamente incentrato su un cuore infranto. L'artista islandese ha definito il proprio album "a complete heartbreak album" ed ha affidato ad una pagina Facebook la spiegazione su come è nato il suo lavoro, con canzoni composte prima e soprattutto dopo la fine della relazione con Barney. L'album offre una sorta di cronologia emotiva, un aiuto morale offerto dalla cantautrice islandese a tutti i cuori infranti del mondo, presenti e futuri.

## Filmografia

### Regista
- Cremaster 4 (1994)
- Cremaster 1 (1995)
- Cremaster 5 (1997)
- Cremaster 2 (1999)
- Cremaster 3 (2002)
- Drawing Restraint 9 (2005)
- De Lama Lamina (2005)
- Destricted (2006)
- Drawing Restraint 15 (2008)
- River of Fundament (2006 - 2014)

## Opere

### Solomon R. Guggenheim Museum, New York[27]
- Cremaster 4, 1994-1995
- Cremaster 1, 1996
- Cremaster 5, 1997
- Cremaster 2, 1999
- Cremaster 3, 2002
- Chrysler Imperial, 2002

### Gladstone Gallery, Bruxelles, Belgio
- Cosmic Hunt: MultiCam Virgin, 2019[28]
- Diana on Shooting Bench, 2018[29]
- Diana: State one, 2018[30]
- Reintroduction: State one, 2018[31]
- Kill Site: State five, 2018[32]
- Red State, 2019[33]
- Deadfall, 2019[34]
- Serotiny, 2019[35]
- Water Cast 5, 2015[36]
- Dredge and Water Cast 1, 2015[37]
- Water Cast 13, 2015[38]
- In vain produced, all rays return, Evil will bless, and ice will burn, 2015[39]
- Crown Zinc, 2014[40]
- Head of Irit-Heru-ru, 2014[41]
- Head of Tai-es Khen, 2014[42]
- Boat of Ra, 2014[43]
- Trans America, 2014[44]
- Canopic Chest, 2009 - 2011[45]
- Rouge Battery, 2014[46]
- Sekhu, 2014[47]
- Shaduf, 2014[48]
- DJED, 2009-2011[49]
- River of Fundament: Leaves of Grass, 2014[50]
- River of Fundament: Isis Rises On The Water, 2014[51]
- River of Fundament: Sawtooth National Monument, 2014[52]
- River of Fundament: The Term of Norman I, 2014[53]
- River of Fundament: Crown Sulfur, 2014[54]
- Ancient Evenings: Khaibit Libretto, 2009[55]
- The Cabinet of Nisshin Maru, 2006[56]
- DRAWING RESTRAINT 9: Nisshin Maru, 2005[57]
- DRAWING RESTRAINT 13: Instrument of Surrender, 2006[58]

## Riconoscimenti
- Premio "Golden Gate Persistence of Vision", 54 ° Festival Internazionale del Film di San Francisco (2011);[59]
- "Kaiserring Award", Mönchehaus Museum für moderne Kunst, Goslar, Germania (2007);[59]
- "Glen Dimplex Award", Irish Museum of Modern Art, Dublin (2002);[59]
- "James D. Phelan Art Award in Video", Bay Area Video Coalition, San Francisco Foundation (1999);[59]
- "Hugo Boss Prize", Museo Solomon R. Guggenheim, New York (1996);[59][60]
- Premio "Europa 2000", Aperto '93, 45ª Biennale di Venezia (1993).[59][61]